# アルブレヒト・アルキビアデス
アルブレヒト・アルキビアデス・フォン・ブランデンブルク＝クルムバッハ（Albrecht Alcibiades von Brandenburg-Kulmbach、1522年3月28日 - 1557年1月8日）は、ブランデンブルク＝クルムバッハ辺境伯カジミールとバイエルン公アルブレヒト4世の娘ズザンナの息子で、公的には1527年からブランデンブルク＝クルムバッハ辺境伯の位にあったが、成人前であったため1541年までは叔父のブランデンブルク＝アンスバッハ辺境伯ゲオルクが後見人として実際の統治を行った。母がハプスブルク家の血を引いており、神聖ローマ皇帝カール5世とフェルディナント1世兄弟とは又従兄弟にあたる。
副え名の「アルキビアデス」は、権力欲の強い日和見主義のアテネの政治家アルキビアデス（紀元前450年 - 404年）になぞらえて、後代の人々が皮肉で付けたもの。存命中は「ベラトール（Bellator）」、すなわち好戦伯と呼ばれていた。

## 生涯

### シュマルカルデン戦争と諸侯の反乱
自分自身がプロテスタント信者であるにもかかわらず、アルブレヒトはシュマルカルデン戦争では、最初は神聖ローマ皇帝カール5世の側の傭兵隊長・騎兵隊長として参戦している。しかし、1551年になるとザクセン選帝侯モーリッツの謀議に荷担し、フランス王アンリ2世とのシャンボール条約の仲介を行っている。アンリ2世の支援を取り付けるために、ロレーヌ地方の国境のトゥール、メス、ヴェルダンの各教区が割譲された。後にアルブレヒトは再びカール5世側に寝返った。

### 第二次辺境伯戦争

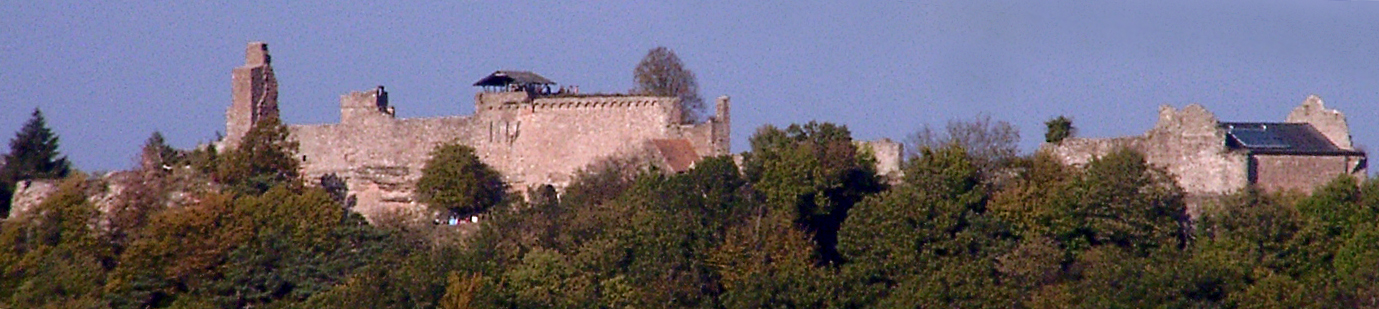
マーデンブルク城趾

第二次辺境伯戦争は、ホーエンツォレルン家によるフランケン公領の創設を目論むアルブレヒトと、主にニュルンベルク市及びフランケン、ライン地方の司教達との間で戦闘が行われた。彼は残虐行為をはたらきながら戦争を遂行し、フランケン全土の広い範囲（例えば帝国都市シュヴァインフルトなど）を荒廃させた。ニュルンベルク市が降伏した後、アルブレヒトはバンベルクとフォルヒハイムを占領し、ヴュルツブルク司教とバンベルク司教に法外な代償を要求した。また、シュパイアー司教フィリップ2世に対しても15万グルデンの免焼金を要求し、これが拒絶されるとマーデンブルク城とハムバッハ城を破壊した。この城跡は1832年にドイツの自由の象徴となった。

### 敗北
アルブレヒトがパッサウの和約（ルター派を容認する和約）の受諾を拒否したため、ザクセン選帝侯モーリッツを最高司令官として参集した、bundesständische Heerと呼ばれる諸侯の連合軍（その中には、カール5世の弟で後に帝位に就くローマ王フェルディナント1世が含まれる）は1553年、ジーフェルスハウゼンの戦いでアルブレヒトを下したが、モーリッツはこの戦いで銃撃を受け亡くなり、ヴォルフェンビュッテル侯ハインリヒ2世の2人の息子も戦死している。
アルブレヒトの故郷であるフランケンは蹂躙され、バイロイト、ホーフ、クルムバッハは1553年までに焼き討ちされた。フランケン系ホーエンツォレルン家の居城で防衛施設でもあったプラッセンブルク城は1554年6月まで包囲された。クルムバッハ侯領の首都のクルムバッハは1553年11月26日に徹底的に破壊され尽くした。

### 追放と死
アルブレヒトは1554年に最後の戦いに敗れ、国外追放となった。彼はバーデン＝ドゥルラハ辺境伯カール2世に嫁いだ妹クニグンデの家族の下へ逃れ、プフォルツハイムで最期まで暮らし、そこで亡くなった。現在では、彼はギラン・バレー症候群に罹患していたと推測されている。アルブレヒトの死後、クルムバッハは従弟のゲオルク・フリードリヒが相続した。